# Parallelia koroensis
Parallelia koroensis là một loài bướm đêm trong họ Erebidae.